# قرنة (القبيطة)

تعديل مصدري - تعديل

قرنة هي إحدى قرى عزلة كرش بمديرية القبيطة التابعة لمحافظة لحج، بلغ تعداد سكانها 287 نسمة حسب تعداد اليمن لعام 2004.